# 翻轉角
翻轉角 (flip angle、tip angle)，也可稱作偏折角、傾角，代表了射頻對自旋組成的磁化向量能夠翻轉多少角度。因為是改變進動中之自旋的進動軸，實際上的作用等同於章動，故也稱為章動角 (nutation angle)。
一個射頻脈衝的翻轉角可以透過如下公式計算：
{\displaystyle \alpha =\gamma \int B_{1}(t)dt}。
其中，α代表翻轉角，γ是旋磁比，B1是射頻脈衝波包外形強度；整個式子可以看出此角度是射頻強度對時間的積分，再做一些單位變換。
對一個矩形的脈衝而言，式子相當簡單：
{\displaystyle \alpha =\gamma B_{1}\Delta t\,}。

## 科研方面
2011年，有研究證實25°至40°的翻轉角可顯著提高肝和膽道系統的信號強度，並且可以抑制骨骼肌等非肝細胞源性組織的信號。同年進行的另一份研究則建議使用25°至30°的翻轉角檢測肝臟病變，並且建議使用45°的翻轉角檢測膽道系統。有學者指出翻轉角由10°增大至30°時，SAR值會因而增加9倍，存在有關缺點。然而增加射頻脈衝持續時間及減少相位編碼數等方法能夠有效控制SAR值。